# Florentina Craiu
Florentina Craiu (n. 21 aprilie 1996, Râmnicu Vâlcea) este o handbalistă română care joacă pentru echipa de club CSM Slatina.
În 2014 a fost componentă a echipei naționale de handbal feminin pentru junioare a României care a câștigat medalia de aur la Campionatul Mondial din Macedonia,  iar în 2016 alături de echipa națională de handbal feminin pentru tineret a României a cucerit medalia de bronz la Campionatul Mondial din Rusia.

## Palmares
- Liga Campionilor:
  - Grupe: 2020

- Cupa EHF:
  - Turul 3: 2019

- Liga Națională:
  -  Câștigătoare: 2019, 2022

- Cupa României:
  -  Finalistă: 2018, 2019

- Supercupa României:
  -  Câștigătoare: 2018
  -  Finalistă: 2019

- Campionatul Național de Junioare II
  -  Câștigătoare: 2013

- Campionatul Național de Junioare III
  -  Câștigătoare: 2011

- Campionatul Mondial pentru Junioare:
  -  Medalie de aur: 2014

- Campionatul Mondial pentru Tineret:
  -  Medalie de bronz: 2016

## Statistică goluri și pase de gol
Conform Federației Române de Handbal, Federației Europene de Handbal și Federației Internaționale de Handbal:
| Sezon                                   | Echipă     | Goluri |
| --------------------------------------- | ---------- | ------ |
|                                         |            |        |
| 2013-14                                 |            |        |
| HCM Râmnicu Vâlcea                      | 25         |        |
|                                         |            |        |
| 2014-15                                 |            |        |
| HCM Râmnicu Vâlcea                      | 10         |        |
|                                         |            |        |
| 2015-16                                 |            |        |
| HCM Râmnicu Vâlcea                      | 9          |        |
|                                         |            |        |
| 2016-17                                 |            |        |
| HCM Râmnicu Vâlcea                      | 12         |        |
|                                         |            |        |
| 2017-18                                 |            |        |
| HCM Râmnicu Vâlcea / HC Dunărea Brăila  | 5 / 8 (13) |        |
|                                         |            |        |
| 2018-19                                 |            |        |
| SCM Râmnicu Vâlcea                      | 9          |        |
|                                         |            |        |
| 2019-20                                 |            |        |
| SCM Râmnicu Vâlcea / CS Rapid București | - / 4      |        |
|                                         |            |        |
| 2020-21                                 |            |        |
| CS Rapid București                      | 9          |        |
|                                         |            |        |
| 2021-22                                 |            |        |
| CS Rapid București                      | 18         |        |

| Sezon              | Echipă | Goluri |
| ------------------ | ------ | ------ |
|                    |        |        |
| 2013-14            |        |        |
| HCM Râmnicu Vâlcea | -      |        |
|                    |        |        |
| 2014-15            |        |        |
| HCM Râmnicu Vâlcea | -      |        |
|                    |        |        |
| 2015-16            |        |        |
| HCM Râmnicu Vâlcea | -      |        |
|                    |        |        |
| 2016-17            |        |        |
| HCM Râmnicu Vâlcea | 1      |        |
|                    |        |        |
| 2017-18            |        |        |
| HC Dunărea Brăila  | 8      |        |
|                    |        |        |
| 2018-19            |        |        |
| SCM Râmnicu Vâlcea | 12     |        |
|                    |        |        |
| 2019-20            |        |        |
| CS Rapid București | 1      |        |
|                    |        |        |
| 2020-21            |        |        |
| CS Rapid București | 8      |        |
|                    |        |        |
| 2021-22            |        |        |
| CS Rapid București | 6      |        |

| Sezon              | Echipă | Goluri |
| ------------------ | ------ | ------ |
|                    |        |        |
| 2017-18            |        |        |
| HCM Râmnicu Vâlcea | -      |        |
| 2018-19            |        |        |
| SCM Râmnicu Vâlcea | -      |        |

| Ediția           | Echipă | Goluri | Pase de gol |
| ---------------- | ------ | ------ | ----------- |
|                  |        |        |             |
| Polonia 2013     |        |        |             |
| România junioare | 1      | -      |             |

| Ediția           | Echipă | Goluri | Pase de gol |
| ---------------- | ------ | ------ | ----------- |
|                  |        |        |             |
| Macedonia 2014   |        |        |             |
| România junioare | 7      | 2      |             |

| Ediția          | Echipă | Goluri | Pase de gol |
| --------------- | ------ | ------ | ----------- |
|                 |        |        |             |
| Spania 2015     |        |        |             |
| România tineret | 2      | 3      |             |

| Ediția          | Echipă | Goluri | Pase de gol |
| --------------- | ------ | ------ | ----------- |
|                 |        |        |             |
| Rusia 2016      |        |        |             |
| România tineret | 12     | -      |             |

| Sezon              | Echipă | Goluri |
| ------------------ | ------ | ------ |
|                    |        |        |
| 2019-20            |        |        |
| SCM Râmnicu Vâlcea | -      |        |

| Sezon              | Echipă | Goluri |
| ------------------ | ------ | ------ |
|                    |        |        |
| 2018-19            |        |        |
| SCM Râmnicu Vâlcea | -      |        |